# Mittelstrimmig

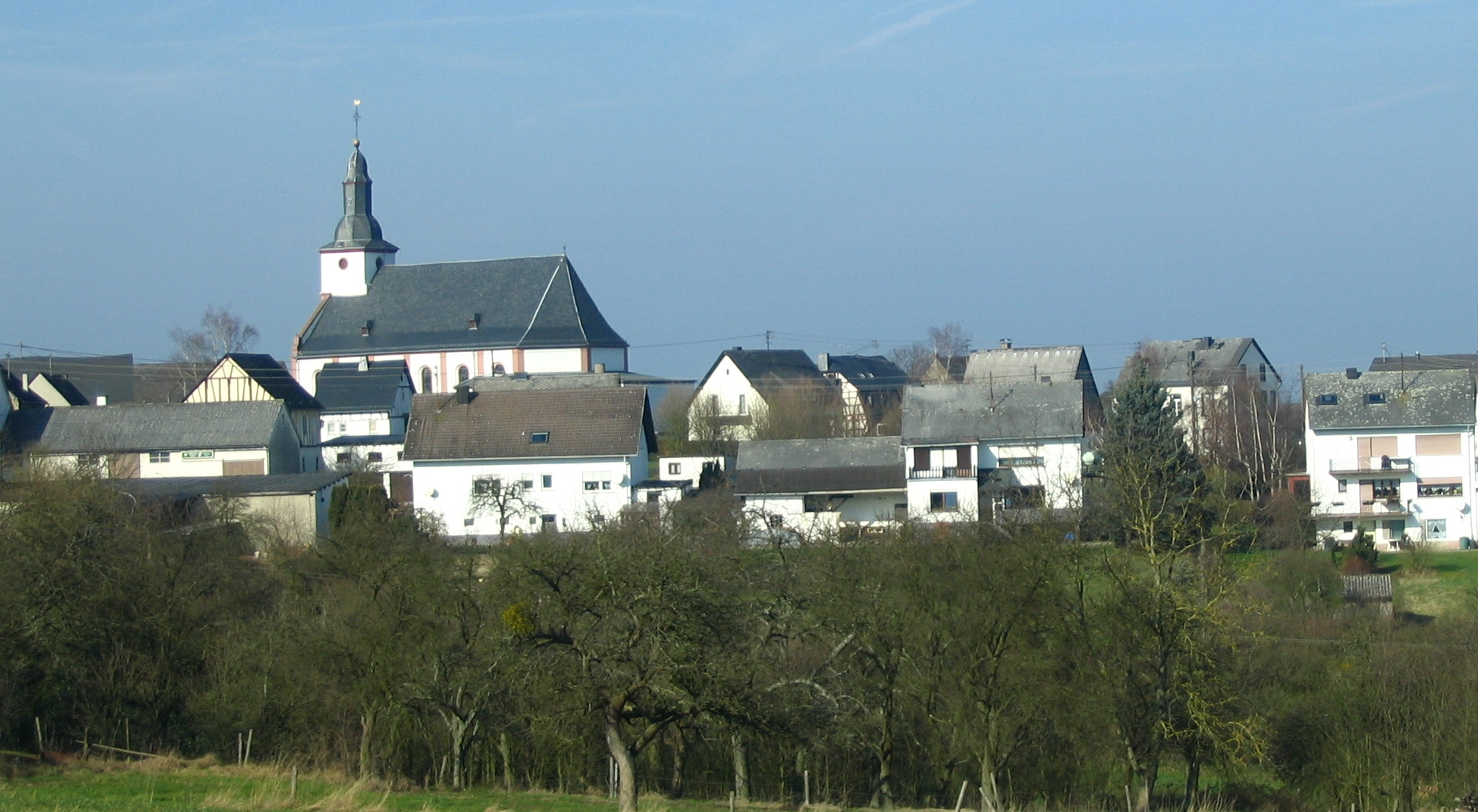
Ansicht von Süden

Mittelstrimmig ist eine Ortsgemeinde im Landkreis Cochem-Zell in Rheinland-Pfalz. Sie gehört der Verbandsgemeinde Zell (Mosel) an.

## Geographie
Mittelstrimmig liegt zusammen mit dem Nachbarort Altstrimmig auf einem Höhenrücken im nördlichen Hunsrück, der zur Mosel hin abdacht.
Mittelstrimmig ist das größte Dorf des sogenannten Strimmiger Bergs. Die Nutzungsfläche (nicht bebaute Flächen gem. Vermessungs- und Katasteramt Daun vom 2. August 2005 – Angaben in Hektar) von Mittelstrimmig teilen sich wie folgt auf:
- Wald, insgesamt: 716 ha; davon Gemeindewald 701,7 ha, übriger Körperschaftswald 0,4 ha und Kleinprivatwald 13,6 ha.
- Landwirtschaft, insgesamt: 337 ha; davon Ackerland 211,3 ha, Acker-Grünland 12,8 ha, Grünland 102,2 ha, Streuwiese 0,6 ha, Hutung 9,6 ha, Gartenland 0,3 ha und Baumschule 0,2 ha.

Zu Mittelstrimmig gehören auch die Wohnplätze Hanosiusmühle, Weißmühle, Zur Buche und Raimundshof.

## Geschichte

### Namensherkunft
Der Name Strimmig, früher Stremig, oder Stremich, ist nach allgemeiner Annahme indogermanisch-keltischen Ursprungs. Strymu = abschüssig, bedeutet so viel wie „im Hang“. Nach neuerer onomastischer Deutung könnte es sich aber auch um einen galloromanischen Siedlungsnamen handeln, nämlich Strenu-iacum, hergeleitet von dem Personennamen Strenuus.

### Römerzeit
Entlang der heutigen L 202 zwischen Mittelstrimmig und Blankenrath wurden Reste einer römischen Siedlung (Vicus) gefunden. In der Nähe des Vicus befand sich der Burgus von Mittelstrimmig. Nachforschungen ergaben, dass eine wichtige keltisch/römische Verkehrsstraße hier entlangführte. Hierzu heißt es in einer Schulchronik:

… faktisch ist, dass auf dem Distrikt genannt „Die Mauer“ die deutlichen Überreste eines gewaltsam zerstörten Etablissements von größerem Umfang noch heute zu erkennen sind …
Dieser alte Fernweg von der Mosel über Kirchberg nach Kirn an der Nahe wird heute als Keltenweg Nahe–Mosel touristisch beworben und vermarktet. Funde aus dieser Zeit sind im Heimatmuseum des Ortes ausgestellt.

### Mittelalter
Die erste urkundliche Erwähnung des Ortsnamens Strimmig findet sich im März 1233 in dem Familiennamen des Ritters Johannes de Stremiche, einem Saffenberger Vasall, der damals als Schiedsrichter fungierte und den Heinrich Herr von Heinsberg am 13. Oktober 1248 als Johannes de Stremge bei einem Erbtausch seinem Bruder Simon I. Graf zu Sponheim und Kreuznach überließ. Am 2. September 1259 einigten sich Simon Graf zu Sponheim-Kreuznach und Heinrich Herr von Ehrenberg über das Erbe aus der Grafschaft Sayn, einschließlich der Vogtei Stremich.
Im weiteren Verlauf des Mittelalters gehörte Mittelstrimmig zu den „Dreiherrischen Gerichten“. In Mittelstrimmig waren die drei Herren: Kurtrier, Sponheim und Braunshorn (Zustand bis 1367). 1437 starb Johann von Sponheim als letzter Graf des Herrscherhauses Sponheim. Die Grafschaft fiel ungeteilt – als ein Kondominium (Gemeinherrschaft) – an Markgraf Bernhard von Baden und Graf Friedrich zu Veldenz. Hierzu gehörte auch der Sponheimer Anteil am „Dreiherrischen Gericht“, welches von Kastellaun bzw. Traben verwaltet wurde. 1444, nach dem Tod von Graf Friedrich von Veldenz, erfolgte die Zusammenlegung der Grafschaft Veldenz mit dem Herzogtum Pfalz-Zweibrücken unter Herzog Friedrich I.

### Frühe Neuzeit
Um das Jahr 1637 starb die Familie derer zu Winneburg-Beilstein aus (als Erben der Braunshorner). Die Herrschaft übernahm die Familie Metternich – aber erst um 1652. Um 1776 erfolgte die Aufteilung der Gemeinherrschaft Grafschaft Sponheim. Das „Dreiherrische“ fiel an Pfalz-Zweibrücken. In den Verträgen von 1780 und 1784 erfolgte die Teilung des Dreiherrischen Territoriums. Die zu Winneburg-Beilstein bzw. deren Nachfolger erhielten die Vogtei Strimmig. Seit dem Mittelalter bildeten die vier Ortschaften Mittelstrimmig, Altstrimmig, Liesenich und Forst den Strimmiger Berg. Bis 1781 gehörten die Ortschaften zum „Dreiherrischen Territorium“. Wie im Beltheimer Gericht teilten sich Kurtrier, Sponheim und Braunshorn (später Winneburg und Metternich) die Landesherrschaft. Ab 1794 stand der Ort unter französischer Herrschaft.

### 19. Jahrhundert
1815 wurde Mittelstrimmig auf dem Wiener Kongress dem Königreich Preußen zugeordnet. Trotz gestatteter Reisefreiheit blieben Betteln und Herumstreunen strafbar. Das Problem der Menschen ohne festen Wohnsitz, soziale Absicherung und die Möglichkeit, ihren Lebensunterhalt allein zu bestreiten, betraf auch die Ortschaften auf dem Strimmiger Berg. Ca. 1842 wurde durch die preußische Regierung ein Gesetz erlassen, das jeden preußischen Bürger verpflichtete, einen festen Wohnsitz zu haben, und die Gemeinden verpflichtete, ansiedlungswillige Familien aufzunehmen. Viele Angehörige der vagierenden Armut nahmen die neuen Möglichkeiten gerne wahr. So wurden in den Gemeinden des Strimmiger Berges die Ortsteile Klein-Frankreich gegründet. Frankreicher waren zwar ordentliche Gemeindeangehörige, wurden aber von der eingesessenen Bevölkerung sozial weiter ausgegrenzt.
Zwischen 1817 und 1830 war Mittelstrimmig wie auch die anderen Gemeinden unter eigenständiger Verwaltung.
Wie in ganz Deutschland stieg auch in Mittelstrimmig im 19. Jahrhundert die Sehnsucht, nach Amerika auszuwandern, da in der Region des heutigen Rheinland-Pfalz und Hessen politische Unzufriedenheit und Mangel an Erwerbsarbeit herrschte. Nach dem Ende der Französischen Revolution keimte die Hoffnung der Bürger auf Besserung der sozialen Lage, die jedoch ausblieb.
Am 26. Mai 1852 verließen 151 Personen (56 Personen bis 14 Jahre, 95 Personen über 14 Jahren) Mittelstrimmig in Richtung New York, wo sie am 13. Juni 1852 an Land gingen. Ihr neuer Wohnsitz lag im Staat Wisconsin u. a. in den Orten Green Bay, Washington County, Sheboygan, Milwaukee, Germantown, Farmington, Cedarburg und Appleton. Die nächste Auswanderungswelle folgte im Juli 1853. In diesem Monat verließen weitere 39 Personen den Ort, ebenfalls mit dem Ziel New York. Die Reiseroute führte entweder über Köln, Antwerpen, Liverpool oder Hamburg und Bremen. Die restlichen Auswanderer – 54 Personen – verließen Mittelstrimmig in den Jahren von 1829 bis 1890 nach Süd- und Nordamerika. In Südamerika waren es die Gegenden um Porto Alegre, Santa Cruz do Sul und San José. Bis heute bestehende Gemeinden bilden Novo Hamburgo (dt. Neu Hamburg), São Leopoldo und Rio Grande. 31 Zeitungen und über 150 Vereine wurden von den Kolonisten gegründet.
Die Reisekosten in Höhe von 22.015 Talern, 221 Silbergroschen und 46 Pfennig (für alle Auswanderer von Mittelstrimmig, Altstrimmig, Liesenich, Grenderich und Senheim wurden von den genannten Gemeinden getragen.) Hiervon entfielen auf die Gemeinde Mittelstrimmig 5.578 Taler. Alleine um die Reisekosten von 1852 zu zahlen, mussten neben dem Einsatz anderer Ressourcen 308 Morgen Wald geschlagen werden.
In einem Brief in die Heimat warnte ein Strimmiger Auswanderer die Menschen, nicht über Liverpool auszuwandern. Auszug aus dem Brief:

„… waren die Reisenden schon 2 Tage auf dem Schiff, ohne einen Trunk Wasser oder Lebensmittel erhalten zu haben. Dann endlich gab man Ihnen Proviant für eine Woche, der eben nicht nur ganz verdorben sondern auch so gering an Quantität war, dass er wohl kaum auf einen Tag ausreichte …“

In den anderen Auswanderungsorten war die Verpflegung etwas besser. Es wurden zwei Reglements ausgewiesen (alle Wertangaben in Pfund)
Beim belgischen Reglement gab es für eine Woche (das bessere):
4 Zwieback; 1 Fleisch, 11,5 Mehl; 3/5 Erbsen, 1 Reis; ½ Gerste, Butter, Bohnen, dazu Salz, Essig, Sirup, Pflaumen.
Beim englischen Reglement gab es für eine Woche lediglich:
2 ½ Zwieback, 1 Mehl, 2 Reis, 5 Hafergrütze, ½ Zucker und Sirup, 2 Loth Thee

### Erster Weltkrieg
Den Menschen im Hunsrück war die Kriegsgefahr gar nicht bewusst. Erst Mitte Juli wurde erkennbar, dass eine militärische Auseinandersetzung bevorstand. Den Bürgern in Mittelstrimmig wurde die Nachricht mittels Ortsschelle bekannt gemacht. Am 6. August gab Kaiser Wilhelm II. einen Erlass heraus. Wenige Tage später verließen Soldaten aus Mittelstrimmig ihre Heimat. Mit der Niederlage Deutschlands brach auch für die Menschen in Mittelstrimmig eine Welt zusammen. Nicht nur, dass die Monarchie beendet war, sondern auch der hohe Blutzoll, der gezahlt werden musste, bedrückte die Bürger. 9 Bürger aus Mittelstrimmig fielen für Kaiser und Reich. Auf ihrem Rückzug aus den Dörfern ließen die Soldaten auch Waffen und Munition zurück. Zivilisten nahmen diese an sich und gingen auf die Jagd. Nach dem Rückzug wurden in den Dörfern 1500 amerikanische Soldaten in Scheunen, Ställen, Wirtshaussälen und Schulen stationiert. Nach der Einteilung der Besatzungszonen zogen die Amerikaner ab und der Strimmiger Berg fiel wieder unter französische Verwaltung.
Anfang der 1920er Jahre verließen viele junge Männer den Ort in Richtung Köln und Ruhrgebiet, da man dort in Fabriken und Zechen Geld verdienen konnte. Nachdem 1923 die Franzosen und Belgier das Ruhrgebiet besetzt hatten, kamen die Männer wieder nach Hause. Wie auch im restlichen Deutschland wurden Arbeitsbeschaffungsmaßnahmen eingeführt. Mehrere Wege wurden mittels des Ruhrgeldes gebaut. Auf Grund der Inflation verdiente ein 21-jähriger Arbeiter bis zu 35.000 Mark je Tag. Zuerst gingen die Strimmiger nach Köln, jetzt kamen die Kölner nach Strimmig, um zu hamstern, stehlen und zu tauschen. Doch auf Grund des geringen Werts des Geldes gaben die Bauern nichts mehr her.
Hierzu heißt es in einer Chronik …wenn man Geld bekommt, muss man sofort etwas dafür kaufen… …der Kurs ändert sich mehrmals täglich. Zurzeit bezahlt man für 1 amerikanischen Dollar 4 Billionen Mark, für 1 franz. Franc 1 Bill hundert Mill wofür man vorher 4,20 Mark bzw. 80 Pfg. zahlte. …ein 3½ Pfd Brot kostet 170 Millionen, ein Pfd. Butter 1-2 Billionen… Täglich kommen Leute von der Mosel und bieten Zucker, Wein- /brand zum Tausch… Die Rechnungen werden in Frucht berechnet, da Hafer, Gerste und Weizen sehr begehrt sind.

### Zweiter Weltkrieg
Der Zweite Weltkrieg begann am 1. September 1939. Beim Ort befand sich eine Flakstellung, um Koblenz vor Luftangriffen der Alliierten zu schützen. Bereits am 26./27. August mussten neun Männer aus Mittelstrimmig die Flugabwehrstelle (FLUWA) auf dem Galgenflur besetzen. Aus Mittelstrimmig wurden bis 1942 etwa 75 Männer eingezogen. 28 fielen im Krieg (u. a. im Kessel von Stalingrad), weitere 17 sind vermisst. Zu Beginn des Zweiten Weltkrieges zählte Mittelstrimmig 530 Einwohner. Mittelstrimmig und Forst blieben als einzige Dörfer von Bomben und Granaten verschont. Einzig ein Pilot (Roderich von Engelhardt), dessen Maschine von einem britischen Bomber getroffen wurde, stürzte sonntags nachmittags auf Mittelstrimmiger Gemarkung ab. Als der Krieg 1943 auch Koblenz erreichte, flüchteten die Leute in Schieferhöhlen und selbstgebaute Bretterbuden.

### Gegenwart
Seit 1946 ist Mittelstrimmig Teil des neu gebildeten Landes Rheinland-Pfalz. Vor 1970 gehörte der Ort zur Verbandsgemeinde Senheim und nach der Verwaltungsreform des Landes, zur neu geschaffenen Verbandsgemeinde Zell (Mosel) im Kreis Cochem-Zell.
Das Leben in Mittelstrimmig ist wie in anderen Dörfern geprägt von den Vereinen. Fast alle Vereine haben als Ortsbezeichnung „Strimmig“. Zu den regelmäßigen Veranstaltungen in Mittelstrimmig zählt die Maikirmes, die am 2. Wochenende im Mai stattfindet. Eine Veranstaltung von überregionaler Bedeutung bildet die IVV-Wanderung am 2. oder 3. Wochenende im September. Hierzu treffen sich Wanderfreunde aus ganz Rheinland-Pfalz, Hessen, Luxemburg, Belgien und den Niederlanden.

### Einwohnerentwicklung
Die Entwicklung der Einwohnerzahl der Gemeinde Mittelstrimmig, die Werte von 1871 bis 1987 beruhen auf Volkszählungen:
| Jahr | Einwohner |
| 1815 | 510       |
| 1835 | 620       |
| 1871 | 501       |
| 1905 | 424       |
| 1939 | 447       |

| Jahr | Einwohner |
| 1950 | 443       |
| 1961 | 418       |
| 1970 | 461       |
| 1987 | 451       |
| 2005 | 435       |

## Politik

### Gemeinderat
Der Gemeinderat  besteht aus acht Ratsmitgliedern, die bei der Kommunalwahl am 9. Juni 2024 in einer Mehrheitswahl gewählt wurden, und dem ehrenamtlichen Ortsbürgermeister als Vorsitzendem.

### Bürgermeister
Egon Thomas wurde am 18. Juli 2024 Ortsbürgermeister von Mittelstrimmig. Bei der Direktwahl am 9. Juni 2024 war er als einziger Bewerber mit einem Stimmenanteil von 83,8 % gewählt worden.
Der Vorgänger von Egon Thomas als Ortsbürgermeister war Lothar Jakobs.

### Wappen
| Wappen von Mittelstrimmig | Blasonierung: „Das Wappen ist schräg geteilt und von Gold und Grün senkrecht gebrochen. In Gold ist ein Eichenblatt mit 2 Eicheln in silberner Frucht. In Grün eine fünfendiges Hirschgeweih.“ |
| Wappen von Mittelstrimmig | Wappenbegründung: Das Eichenblatt steht für die große Forstfläche, das Geweih für den großen Wildbestand.                                                                                      |

## Bildung
In Mittelstrimmig befindet sich der Kindergarten Strimmiger Berg sowie die Grundschule Strimmiger Berg. Kinder und Schüler aus den umliegenden Dörfern besuchen diese. Weiterführende Schulen befinden sich in Blankenrath, Kastellaun, Zell oder Cochem.

## Religion

### Pfarrkirche
Die Pfarrkirche (St. Philippus & Jakobus) wurde vom Architekten Paul Stähling in den Jahren zwischen 1766 und 1769 erbaut. Sie ist eine dreischiffige, fünfjochige Hallenkirche. Nach einem vorliegenden Gesuch an den damaligen Erzbischof und Kurfürsten von Trier Johann IX. Philipp von Walderdorff betrugen die Kosten zur Erbauung 2000 Reichstaler. Maßgeblich am Bau waren auch die Pfarrangehörigen beteiligt, die Schiefer und Bauholz herbeischafften. 1777 mussten erste Bausicherungsmaßnahmen vorgenommen werden. Das Gleiche galt auch für die Kirchen in Mörsdorf und Senheim, die ebenfalls von Stähling erbaut worden waren. Trotz der Sicherungsarbeiten war die Standfestigkeit immer wieder gefährdet. Die nächsten Ausbesserungsarbeiten erfolgten in den Jahren 1845, 1861, 1863, 1881, 1883. Grundlegend verändert wurde die Kirche während der Umbauarbeiten in den Jahren 1959–1962. Hierbei wurden der Altar- und Chorraum komplett verändert.

### Kirchenglocken
Bis zum Jahre 1925 bestand das Glockengeläut aus drei alten Kirchenglocken, weshalb sie auch von der Ablieferung zum Einschmelzen im Ersten Weltkrieg verschont wurden. Die älteste Glocke stammt aus dem Jahre 1353. Was den Glocken im Ersten Weltkrieg erspart blieb, widerfuhr ihnen im Jahr 1943. Nach dem Beschluss der Obersten Heeresleitung wurden die Glocken zur Einschmelzung abtransportiert. Im Jahre 1951 wurde es durch die Opferbereitschaft der Pfarrgemeinde ermöglicht, vier neue Stahlglocken anzuschaffen:
- Glocke 1: 25 Zentner – Christusglocke – Inschrift: Rex Christe, impera super nos – Note: D
- Glocke 2: 15 Zentner – Marienglocke – Inschrift: Maria, assumpta, pro nobis ora – Note F
- Glocke 3: 10 Zentner – Josefglocke – Inschrift: Sancte Josef, nobiscum labora – Note: G
- Glocke 4: 05 Zentner – Apostelglocke – Inschrift: Sancti Apostoli, vocate apostolos – Note B

Eine von der Einschmelzung verschonte Glocke aus dem Jahre 1373 wurde in die Kirche nach Altstrimmig gebracht. Diese trägt die Inschrift: Laudo deum verum, satanam fugo, concovo clerum. Anno domini M CCC L XX III die marcis (Übersetzung etwa: Ich lobe den wahren Gott, ich fliehe den bösen Feind, ich rufe die Gläubigen her.) Der Guss oder die Segnung der Glocke erfolgte am 25. April 1373.

### Heiligenhäuschen
Rund um Mittelstrimmig sind drei Heiligenhäuschen verteilt.
Das Dietzen-Heiligenhäuschen zwischen Mittelstrimmig und Liesenich wurde im Jahre 1700 gebaut. Der Schöffe Johann Dietzen war der Stifter. 2003 wurde das Heiligenhäuschen komplett renoviert. Die Figuren waren von einem Dieb aus Valwig entwendet oder zerstört worden, konnten aber ersetzt werden.
Das Schock-Heiligenhäuschen wurde im 18. Jahrhundert erbaut und liegt an der L 202 zwischen dem Ort und Blankenrath. Ein parallel verlaufender Weg führt zur Galgenflur. Es war die letzte Station eines Verurteilten vor dem Galgen.
Das dritte Heiligenhäuschen steht im Konnel.

## Sonstiges
Zur Gemeinde Mittelstrimmig gehört auch die Ruine der Weißmühle. Hier wurde ein Teil – die Heimkehr vom Schinderhannes mit seinem Julchen zum Vater – des Films Der Schinderhannes gedreht. Ebenfalls zur Gemeinde Mittelstrimmig gehört die Hanosiusmühle. Hier befindet sich eine Fachklinik für Suchtkranke.
Der Ort liegt etwa 25 km entfernt vom Flughafen Hahn, dem größten Arbeitgeber der Region.

## Persönlichkeiten

### Mit Mittelstrimmig verbunden
- Johann von Bechel (* um 1440–1522), katholischer Geistlicher, Kanonist und kurtrierischer Rentmeister